# Divan (cantante)
Iván Sotelo Soto (La Habana, Cuba; 2 de diciembre de 1995) es un cantante y compositor cubano con mayor impacto en el género urbano conocido como Divan.
Ha publicado cuatro discos de estudio y colaborado con artistas reconocidos de la música contemporánea como Leoni Torres, Jacob Forever,  Ky – Mani Marley, Diana Fuentes y El Chacal. Sus temas 'Lo aprendió conmigo', 'Pelearnos un ratico' y 'Nadie más', se convirtieron en discos de oro certificados por la Asociación Americana de la Industria Discográfica (RIAA)

## Biografía
Divan se identificó desde niño con la música y desarrolló habilidades espontáneas para cantar. A los 14 años grabó su primer tema pero su carrera tomó seriedad después de cumplir los 18 años, cuando empezó a trabajar en el disco Tu perfume.
Este CD, que marca su debut profesional, se publica en octubre de 2015 bajo la producción DJ Unic y Célula Music, con el sello discográfico italiano Planet Records.
En la producción se incluyen varias colaboraciones con figuras establecidas del género urbano como por ejemplo: El Chacal, Jacob Forever, El Micha, Jay Maly y El Príncipe. Los temas 'Ganas Locas' con Jay Maly, 'En tu cama' con Jacob Forever, 'Solo tú' y 'Song Love' con El Chacal, Tu perfume y 'Te necesito' se posicionaron en las listas de éxito en Cuba.
En 2016 salió al mercado su segundo álbum de estudio Nuevo Mundo, de la mano de Planet Record. Entre los 15 temas del fonograma figuran colaboraciones artísticas importantes en lascanciones 'Nadie Más' con Jacob Forever ,'Estoy Para Fiesta Contigo' con Qva Libre y 'Me Equivoqué' con Leoni Torres . 'Pelearnos Un Ratico' estuvo entre las canciones más sonadas en la cartelera de Billboard. Varios temas de este disco fueron nominados en diferentes categorías de los premios Lucas, incluyendo la de Video más popular del año.
En 2019 sale al mercado su tercer disco Round 2, bajo la producción de la Oficina Secreta con el sello discográfico Planet Record. Una producción que contó con las colaboraciones de Leoni Torres, Ky-Mani Marley, Yomil y El Dany, El Chacal, Lenier, Alex Duvall, El Chulo, entre otros..
En 2022 se publicó su cuarto disco: Feeling nuevamente bajo el sello discográfico Planet Récords y con Raynier González como manager. La producción de este álbum estuvo a a cargo de Cuban DJ, Ernesto Losa y Wailerx. El fonograma incluye colaboraciones conEduardo Sandoval, Gara, Kimico, Wampi, Yohana, Kendaya, Bebeshito, Alex Duval y Wow Popy.
Divan ha colaborado con artistas internacionales como Ky – Mani Marley, actor y cantante jamaicano hijo de Bob Marley o Chimbala, rapero de República Dominicana. Asimismo ha compartido escena con Ricky Martín, Wisin, Don Omar, Marc Anthony, Gente de Zona, Maluma, J Balvin, Farruko, Alex Sensation, Jay Mali, Khumani Maly, entre otros.
Entre 2017 y 2019 protagonizó presentaciones en los Estados Unidos, Europa, Latinoamérica y el Caribe. Sus conciertos llegaron a New York, Tampa, Austin, Naples, Miami, Las Vegas, Orlando, Houston; Italia, Noruega, Francia, Montreal, Toronto, Jamaica y Colombia.
La Asociación de la Industria Discográfica de Estados Unidos (RIAA Recording Industry Association of America) certificó varios de sus temas con discos de Oro y de Platino.
De acuerdo con la entidad Lo aprendió conmigo (2021) y Pelearnos un ratico (2022) así como la colaboración Nadie más (2022) con Jacob Forever merecieron categoría de oro, en tanto  - Pobre corazón (2021) con Lenier Mesa ganó el platino.

## Discografía
- 2015: Tu Perfume
- 2016: #NuevoMundo
- 2019: #Round2
- 2022: #Feeling